# Zorak (personaggio)
Zorak è un personaggio immaginario apparso per la prima volta nella serie animata Space Ghost e Dino Boy della Hanna-Barbera, creato e disegnato dal fumettista Alex Toth insieme ai produttori William Hanna e Joseph Barbera e doppiato nelle versioni originali da Don Messick in Space Ghost e Dino Boy e da C. Martin Croker in Space Ghost Coast to Coast, Cartoon Planet e The Brak Show. Apparve per la prima volta nell'episodio Zorak di Space Ghost e Dino Boy. Zorak è una mantide verde alta circa 2 metri ed è uno dei nemici di Space Ghost nella prima serie.

## Ruolo nelle serie animate

### Space Ghost e Dino Boy
Zorak è apparso originariamente nel 1966 in sei episodi a partire da Zorak di Space Ghost e Dino Boy e si presenta come uno dei nemici più temuti di Space Ghost. In questa serie, Zorak è stato doppiato da Don Messick.

### Space Ghost Coast to Coast
Nel 1994, Cartoon Network ha riutilizzato i personaggi di Space Ghost e Dino Boy in Space Ghost Coast to Coast, reinventando i loro ruoli nella nuova serie animata in stile talk show. In Space Ghost Coast to Coast, il supereroe decide di liberare Zorak dalla prigione, costringendolo a svolgere il ruolo di leader per la band The Original Way Outs in una piccola cella, dove suona la tastiera. Nonostante la malvagità di Zorak sia rimasta nella nuova serie, tormentando Space Ghost nella maggior parte degli episodi, in rari casi i due avrebbero trovato momenti di compromesso, come quando il supereroe crede di morire. Nella serie e nelle successive apparizioni, Zorak è stato doppiato da C. Martin Croker e compare in tutti gli episodi della serie ad eccezione di Story Book.  

### The Brak Show
In The Brak Show, Zorak compare in tutti gli episodi della serie. Nonostante lo insulti e lo bullizzi, viene considerato da Brak come il suo migliore amico. Solitamente viene picchiato da Thundercleese poiché rovina costantemente il suo giardino. In alcuni episodi, Zorak si mostra innamorato della madre di Brak, tanto che nell'episodio Braklet, Prince of Spaceland riesce ad uccidere il marito per sposarla, rivelando successivamente che il suo cognome è effettivamente "Jones".

### Space Ghost(miniserie)
Zorak e la sua razza, i Dokariani del pianeta Dokar, appaiono come antagonisti nella miniserie comica Space Ghost, pubblicata dalla DC Comics tra il 2004 e 2005. Nella serie, Zorak e l'esercito Dokariano dei Zoratiani cercano di attaccare il mondo coloniale Meridian, il pianeta natale degli aiutanti Jan e Jace di Space Ghost, intenti a schiavizzare e divorare la popolazione. Inoltre viene rivelato che i Dokariani hanno una mente-alveare e che Zorak stesso non è il singolo membro della razza, potendo essere incarnato da qualsiasi Dokariano se il suo corpo attuale viene distrutto. In questi casi, il nuovo aspetto di Zorak è caratterizzato da un torso esoscheletro bianco e quattro braccia composte da pinze da mantide e mani umane. I Dokariani si esprimono con un dialetto alieno sottotitolato, tuttavia Zorak ha sviluppato la capacità di parlare l'inglese. La cultura zoratiana è costruita attorno all'omicidio e alla conquista, i quali costituiscono la base filosofica della vita dei Dokariani, a cui si riferiscono come "La Via".